# Michael Edwards
Michael Edwards   (Cheltenham i Regne Unit, 5 de desembre de 1963), conegut com a "Eddie the Eagle" (Eddie, l'àguila), és un esquiador anglès que, el 1988, esdevingué el primer competidor, des de 1928, representant Gran Bretanya en Salt amb esquís als Jocs Olímpics, acabant últim en les proves de 70 m i 90 m. Va ser l'esquiador britànic titular del rècord de salt, novè en velocitat com a aficionat (106,8 km/h) i rècord d'acrobàcies per saltar per damunt de 6 autobusos.
El 2016, va ser retratat per Taron Egerton en la pel·lícula biogràfica Eddie the Eagle.